# 三阳商会
三阳商会（日语：／ SanyoShokai），是日本国东京都新宿区一家服装的设计制造商，旗下有48个品牌，其商品主要通过百货公司进行销售。该公司的理念是“通过时尚，创造一个美好和丰富的文化生活并对社会的发展贡献”。三阳商会同时也在中国大陆开设有独资子公司。

## 简介
吉原信之原本从事电气相关的各种工业产品以及纤维制品的加工制造和销售。1943年（昭和18年），日本时值战争年代，他在东京都板桥区建立了资本金为5万日元公司，来进行机器工具的维修加工和销售，该公司即株式会社三阳商会。三阳的三来自当时日本的大财阀“三井”和“三菱”，“阳”则是纪念创始者吉田的父亲“吉原阳”。
二战结束后的1945年（昭和20年）8月，板桥的工厂被出售，总部迁移至银座，主营业务则变成了销售雨衣。1949年(昭和24年)，第一通商（现三井物产）开展了“全国出口商品展销会”（全国エキスポートバザー）的企划，三阳获得了大量雨衣定做缝制的订单，作为“雨衣制造销售大公司”而初露头角。与此同时，日本橡胶工业（后来与冈本橡胶工业合并），通过诸如藤仓橡胶工业等的关系，被迅速推进成为雨衣业界的大公司。日本橡胶工业成产雨衣，而三阳则负责拓展雨衣销售的业务。1951年(昭和26年)，三阳注册了“三阳雨衣”的商标，同时开始向全国的各大百货商店供货。在1953年(昭和28年)的银座松屋百货的竞赛企划中，三阳的“防尘衣”被评选为最优秀产品。1959年(昭和34年)时，当时成为话题的法国电影“三月出生”于2月25日上映，电影中女演员Jacqueline·Sassard身着三阳的Sasaru大衣（ササールコート），从此三阳从雨衣制造商正式转变为了综合服饰制造商。

## 合作关系
三阳在1965年（昭和40年）开始和英国的巴宝莉开始合作，开始在日本本土代理销售巴宝莉生产的大衣。1969年(昭和44年)以后，三阳通过与巴宝莉其他海外的大衣制造厂的技术协作，获得了在日本国内制造、设计的许可。此后，这两家公司一起开发了众多时尚品牌，逐出现“EPOCA”、“FRAGILE”等品牌。
三阳与巴宝莉的许可协议在2015年（平成27年）6月30日结束。英国巴宝莉将在日本成为独立法人，从此两家公司分道扬镳。

## 在中国的发展
2006年5月26日，三阳商会在上海成立独资子公司“上海三阳时装商贸有限公司”，子公司本社位于上海市南京西路。